# (6846) Kansazan
(6846) Kansazan es un asteroide perteneciente al cinturón de asteroides, región del sistema solar que se encuentra entre las órbitas de Marte y Júpiter, descubierto el 22 de octubre de 1976 por Hiroki Kosai y su compañero astrónomo Kiichirō Furukawa desde el Observatorio Kiso, Monte Ontake, Japón.

## Designación y nombre
Designado provisionalmente como 1976 UG15. Fue nombrado en honor al escritor Kan Chazan (1748-1827), quien publicó numerosos libros en verso chino durante la última parte de la era Edo. Se le atribuyen numerosos dichos populares sobre fenómenos astronómicos.

## Características orbitales
Kansazan está situado a una distancia media del Sol de 2,387 ua, pudiendo alejarse hasta 2,922 ua y acercarse hasta 1,852 ua. Su excentricidad es 0,224 y la inclinación orbital 2,860 grados. Emplea 1346,86 días en completar una órbita alrededor del Sol.
Pertenece a la familia de asteroides de (135) Hertha.

## Características físicas
La magnitud absoluta de Kansazan es 14,41. 